# Maliattha melanesiensis
Maliattha melanesiensis är en fjärilsart som beskrevs av Robinson 1975. Maliattha melanesiensis ingår i släktet Maliattha och familjen nattflyn. Inga underarter finns listade i Catalogue of Life.